# Atletico Partick
Az Atletico Partick skót szituációs komédia, melyet 1995–1996 között sugárzott a BBC.

## Szereplők
- Gordon Kennedy - Jack Roan
- Aline Mowat - Karen Roan
- Tom McGovern - Ally
- Steven McNicoll - Lachie
- Iain McColl - Pettigrew
- Clive Russell - Bonner
- Anne Marie Timoney - Marie
- Ronnie Letham - Gazza

## Cselekmény
A főalak, aki köré a történet épül, Jack Roan, akit jobban érdekel a labdarúgás, mint a felesége, Karen, aki Ally mellett talált vigaszt, aki jobban szerette a szexet, mint a labdarúgást. Jack legjobb barátja Pettigrew, akinek a neje boszorkánysággal foglalkozik. A csapat, ahol játszanak, az Atletico Partick, egy hétvégi amatőr csapat.

## Epizódok

### Pilot epizód (1995)
- Atletico Partick AFC (1995. augusztus 28.)

### Első évad (1996)
1. Első rész (1996. július 25.)
2. Második rész (1996. augusztus 1.)
3. Harmadik rész (1996. augusztus 8.)
4. Negyedik rész (1996. augusztus 15.)
5. Ötödik rész (1996. augusztus 22.)
6. Hatodik rész (1996. augusztus 29.)

## Fordítás
- Ez a szócikk részben vagy egészben  az   Atletico Partick című angol Wikipédia-szócikk ezen változatának fordításán alapul.  Az eredeti cikk szerkesztőit annak laptörténete sorolja fel. Ez a jelzés csupán a megfogalmazás eredetét és a szerzői jogokat jelzi, nem szolgál a cikkben szereplő információk forrásmegjelöléseként.